# Доступ к публичной информации в Северной Македонии
Доступ к публичной информации и свобода информации являются реализацией права на доступ к информации и основой эффективной работы демократических институтов, которая повышает подотчётность правительств и государственных служащих, а также расширяет возможности участия людей в общественной жизни. Фундаментальная основа права на доступ публичной информации сводится к тому, что информация, которой располагают правительственные учреждения, является публичной по сути и может быть скрыта только в соответствии с определёнными положениями, описанными в законе.
В Северной Македонии право на свободный доступ к информации, свободу получения и распространения информации гарантируется статьёй 16 Конституции. Реализация этого права также осуществляется на основании Закона о свободном доступе к публичной информации, принятого Собранием Северной Македонии в январе 2006 года; в 2010 году в этот закон были внесены значительные поправки. По данным исследования канадского Центра закона и демократии, в рейтинге стран по эффективности законодательства в сфере публичной информации Македония занимает 14-е место, несмотря на то, что подобный закон появился относительно недавно. В то же время Европейская комиссия скептически оценивает эффективность реализации закона.

## Положения Закона
Закон «О свободном доступе к информации» позволяет физическим и юридическим лицам реализовывать их право на доступ к публичной информации и обязывает владельцев последней предоставлять доступ к ней при первой же возможности в чётко оговоренные сроки. К субъектам этого закона (владельцам публичной информации) относятся правительственные учреждения, муниципальные органы власти, государственные учреждения и службы, государственные предприятия, а также физические и юридические лица, оказывающие государственные услуги. Доступ к информации может быть отклонён только в исключительных случаях, предусмотренных законом. Владельцы обязаны хранить все записи о доступной им публичной информации, регулярно обновлять её содержимое и обеспечивать соответствующий доступ. Также они обязаны предоставлять помещения для проверки запрошенной информации.
Все организации, являющиеся субъектами закона, обязаны назначить лиц, ответственных за обработку запросов на доступ к информации, которые должны помогать гражданам реализовывать их право на доступ к публичной информации, и выложить в публичный доступ сведения об этих лицах и их деятельности. Данные лица предоставляют гражданам необходимую в соответствии с запросами информацию, помогая заявителям при необходимости, и хранят все записи о заявителях. Запросы на доступ могут подаваться устно или письменно; просмотр документов в здании соответствующего органа является бесплатным. Также с заявителем организация может договориться о создании фотокопии документа, его расшифровке, переводе на другой язык или доставке по адресу. Ответ на запрос должен быть дан в течение 30 дней. Отрицательный ответ на запрос может быть дан, если публикация запрашиваемой информации является нарушением государственной, коммерческой или иного рода тайны.
За оглашение условий предоставления гражданам доступа к публичной информации, за реализацию положений соответствующего закона и за подготовку отчётов по исполнению закона отвечает Комиссия по охране права на свободный доступ к публичной информации (КОМСПИ). Комиссия организует семинары и тренинги для чиновников с целью ознакомления их с положениями Закона и обязанностями по предоставлению доступа к публичной информации.  Заявитель, которому отказали в доступе к публичной информации, имеет право оспорить отказ и подаёт его именно в вышеозначенную Комиссию; если же он не удовлетворён результатом решения, то он может оспорить отказ уже через суд.

## Оценка доступа
По данным отчёта Европейской комиссии за 2015 год, несмотря на чёткое изложение законодательных положений, реализация самого закона была неэффективной: в частности, не предусматривались штрафы за неисполнение положений закона; под действие закона не попадали политические партии как владельцы информации. Европейская комиссия также утверждала, что у КОМСПИ не было достаточных возможностей, чтобы отслеживать все поступающие жалобы, и не было полномочий, чтобы наложить санкции на организации, не исполняющие закон; некоторые журналисты жаловались, что власти налагали на конкретную информацию гриф конфиденциальности, чтобы ограничить к ней доступ. Американская организация Freedom House также утверждала, что закон не исполняется в должной мере.
Для контроля за исполнением закона в 2012 году Македонское объединение молодых юристов приняло 145 запросов на доступ к публичной информации, поступавших в разные государственные органы: из этих запросов было удовлетворено более двух третей в соответствующие сроки. В то же время из-за таких бюрократических проблем, как перенаправления запросов в другие организации, выполнение этих запросов было затруднено. Македонское отделение американского фонда «Открытое общество» в 2013 году опубликовало результаты опроса, по данным которого с основными положениями Закона о свободном доступе к публичной информации были хорошо ознакомлены только 13% населения республики, в то время как более половины граждан населения об этом законе прежде ничего не знали.